# Bethon

Bethon este o comună în departamentul Marne, Franța. În 2009 avea o populație de 275 de locuitori.